# Peraea Cavus
Il Peraea Cavus è una formazione geologica della superficie di Marte.